# 白糸川橋梁
白糸川橋梁（しらいとがわきょうりょう）は、神奈川県小田原市根府川の白糸川に架かる、JR東海道本線の鉄道橋である。

## 歴史
初代の橋梁は1922年（大正11年）に、根府川駅と真鶴駅の間に竣工。径間150フィートの複線上路トラスが3連と、その前後に径間40フィートの単線プレートガーダーが各2径間架かる構造であった。
竣工翌年の1923年9月1日。関東大震災により背後の山が崩壊し、土石流が押し寄せて壊滅的な被害を受ける。3連トラスのうち一つは泥流に押し出され行方不明、一つは大破して泥流に埋没し、残る一つも一部が泥流に埋没した。プレートガーダーも、半数ほどが行方不明になった。この震災により白糸川河口付近の住民200人余りと、海岸で遊泳していた児童数十人が死亡または行方不明、北側の根府川駅に停車していた旅客列車も相模湾に滑落し、百数十名の死者が出ている（犠牲者の数は資料により差異がある。根府川駅列車転落事故の項も参照）。

## 現橋
現在の橋は、被災の翌年に新たな橋に架け替えられた二代目である。3連トラスは初代の橋の図面がほぼそのまま使われ、被災前とほぼ同じ形態で再建された。トラスは赤く塗装されている。
根府川駅の真鶴駅寄り（南側）、西側に相模湾に開けた谷筋に南北に架かり、在来線の東海道本線の複線を渡す。下流側に国道135号（真鶴道路旧道）、上流側に東海道新幹線の橋梁が並行する。鉄道撮影のスポットとしても知られ、1991年にはかながわの橋100選に選定された。2019年には丹那トンネルなどと共に「旧熱海線鉄道施設群」として、土木学会選奨土木遺産に選ばれる。
地形的要因から特に南風の時には強風が観測され、しばしば列車の運行規制を受けた。この区間の東海道本線は首都圏と東海地方・西日本を結ぶ物流の動脈であるとともに、伊豆半島への観光路線としても重要であるため、風への対策が求められた。1991年に、車窓からの景色を極力損なわないよう60%充実金網方式の防風柵が設置された。この対策により、使用開始後1年間の実績で従前に比べ運転中止日数約80%減、運転中止本数約90%減の効果が見られた。

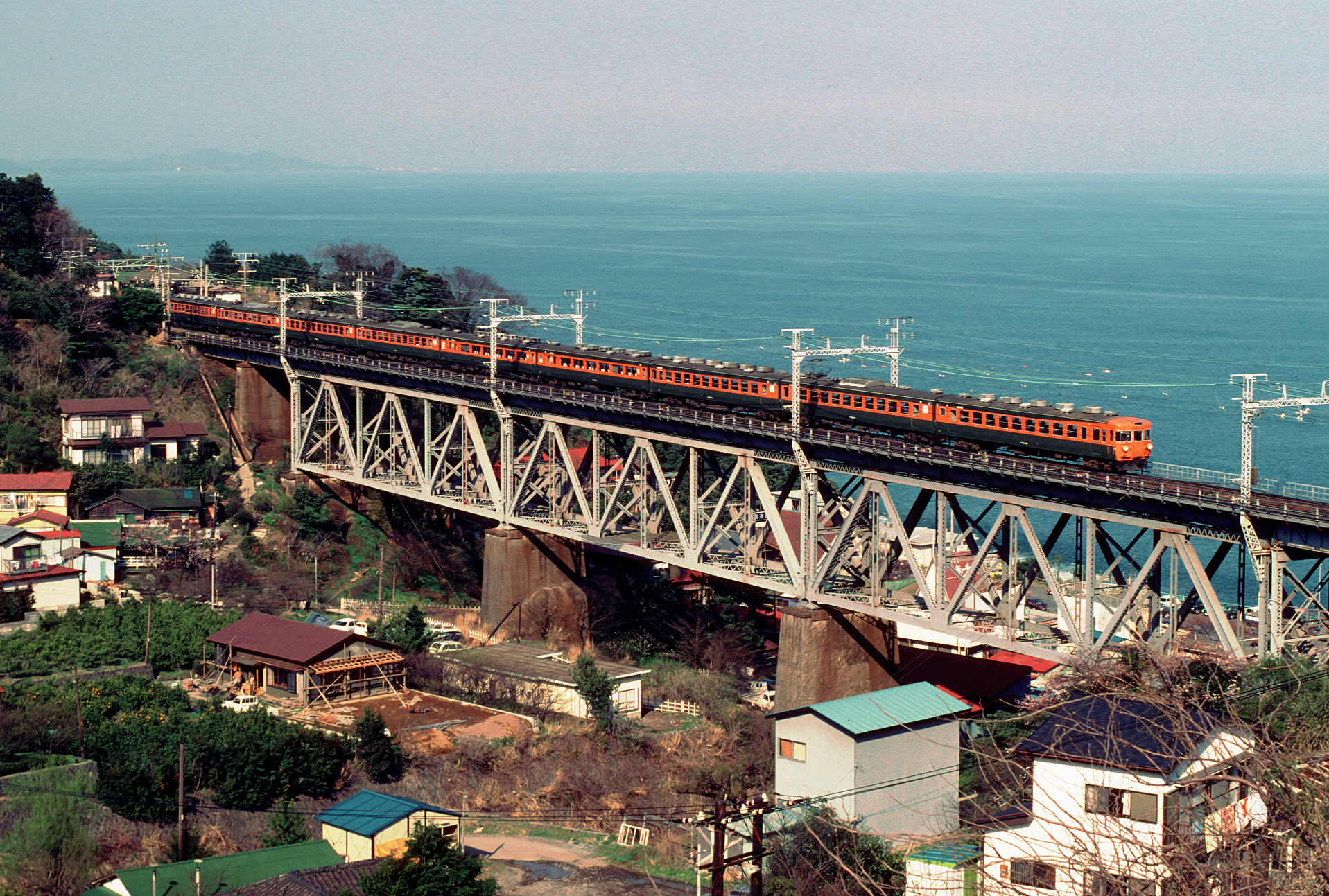
153系電車による急行「伊豆」（1981年4月3日撮影）。 かつてはトラスが白色に塗装されており防風柵がなく列車の撮影地として知られていた

## 東海道新幹線白糸川橋梁

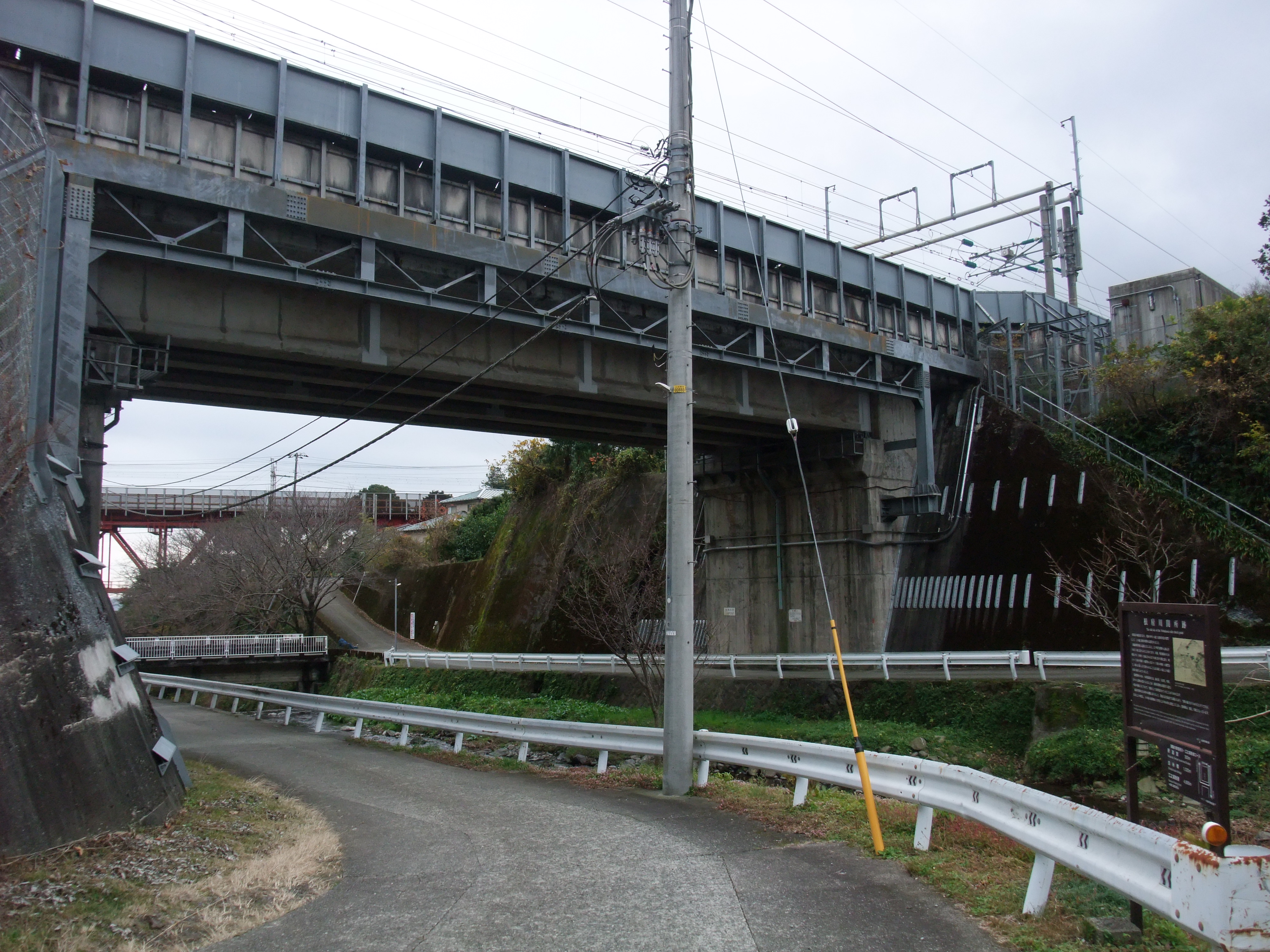
東海道新幹線白糸川橋梁

本橋梁建設に伴い白糸川の河川改修が行われ、直下にあった箱根脇関所の一つ根府川関所が水没した。

### 構造諸元
- 種別 - 鉄道橋
- 形式 - プレートガーター橋、有床版・有道床
- 橋長 - 24m
- 幅員 - 10.9m（側壁含む）
- 竣工 - 1964年